# 江橋厚
江橋 厚（えばし あつし、嘉永7年2月（1854年） - 昭和6年（1931年））は、日本の政治家、弁護士。衆議院議員。

## 来歴
常陸国茨城郡水戸下市（現茨城県水戸市）で生まれる。明治5年（1872年）水戸城放火事件の嫌疑を受けて投獄され、明治9年（1876年）1月に嫌疑が晴れて釈放された。
明治11年（1878年）頃、水戸から松本に来住し、弁護士を開業。奨匡社の自由民権運動に参加し、同15年（1882年）同志と信陽立憲改進党を結成、同23年（1890年）の第1回衆議院議員総選挙に長野県3区から初当選し民党に属すが、第1回帝国議会での予算議決が紛糾すると、板垣退助に同道して議員辞職した。同24年（1891年）には中山道鉄道期成同盟会で小里頼永とともに運動を展開し、自由党南信支部設置の際に座長に推挙される。同29年（1896年）後藤象二郎らと自由党の分派行動を図ったとして非難を受けると、先んじて脱党した。